# Anii 1230
Secole: Secolul al XII-lea - Secolul al XIII-lea - Secolul al XIV-lea
Decenii: Anii 1180 Anii 1190 Anii 1200 Anii 1210 Anii 1220 - Anii 1230 - Anii 1240 Anii 1250 Anii 1260 Anii 1270 Anii 1280
Ani: 1230 1231 1232 1233 1234 1235 1236 1237 1238 1239